# Rattus bontanus
Rattus bontanus és una espècie de mamífer rosegador de la família dels múrids. És endèmica del sud-oest de Sulawesi (Indonèsia). Els seus hàbitats naturals inclouen els boscos de montà, els boscos d'alt montà i, possiblement, les plantacions de cocoters. Està amenaçada per la pèrdua d'hàbitat i, possiblement, la competència amb la rata negra (R. rattus).